# Kaltreiniger
Kaltreiniger sind Gemische verschiedener organischer Lösemittel, die zum Entfetten und Reinigen von Werkstücken, Autoteilen u. ä. geeignet sind.
Sie sind wasserklar oder gelblich, es gibt auch gefärbte und/oder parfümierte Kaltreiniger. Kaltreiniger lösen Öle, Fette, Teer, Bitumen, Kunststoffe, Harze, Lacke.
Im üblichen Sprachgebrauch sind Kaltreiniger keine reinen Halogenkohlenwasserstoffe und leichtflüchtigen Lösemittel wie Benzin. Ebenso werden anorganische saure oder alkalische Reiniger nicht als Kaltreiniger bezeichnet, sie werden meist warm verwendet.
Sie können verschiedene Bestandteile enthalten:
- Wasser
- Alkohole
- Halogenkohlenwasserstoffe
- Ketone
- andere Kohlenwasserstoffe (Benzine)
- anorganische Beimischungen wie Alkalien und Säuren
- Farbstoffe und Geruchsstoffe

## Arbeitssicherheit
Kaltreiniger werden oft als „Sicherheitsreiniger“ angesehen, da sie im Gegensatz zu Chemikalien wie Trichlorethan oder Benzin weniger gefährlich sind. Insbesondere beim Verschlucken kann es zu Vergiftungen kommen. Schleimhaut- und Hautkontakt kann zu Reizungen führen, regelmäßiger Hautkontakt entfettet die Haut und begünstigt Hauterkrankungen. Das Tragen ausreichender persönlicher Schutzausrüstung, wie Hautschutzcreme oder Handschuhe, Schutzbrille, Atemschutz oder Schutzkleidung ist daher je nach Sicherheitshinweisen des Herstellers und Einsatzbedingungen erforderlich.
Kaltreiniger können brand- und explosionsgefährlich sein. Beim Erhitzen können sich Bestandteile des Kaltreinigers zersetzen und giftige Gase bilden.

## Recycling
Das Recycling verschmutzter Kaltreiniger wird dadurch erschwert, dass sie Gemische verschiedener kurz- und langkettiger organischer Stoffe sind und dadurch, dass sie nach Gebrauch zusätzliche organische und anorganische Verunreinigungen enthalten. Eine einfache Wiederverwendung nach Aufbereitung durch Destillieren, wie sie bei Benzin oder Tetra möglich ist, kommt daher nicht infrage.
Nach einer meist mehrstufigen mechanischen Abscheidung und Filterung erfolgt eine zwei- oder mehrstufige Vakuumdestillation zur Abtrennung leicht und schwer flüchtiger Bestandteile. Danach kann eine Behandlung mit Schwefelsäure und Neutralisation zum Entfernen organischer Bestandteile erfolgen.
Je nach Zusammensetzung des Kaltreinigers müssen danach ggf. einige seiner Bestandteile erneut zugegeben werden, da sie mit abgeschieden worden sind.
Wolfgang Brommer-Reuß hat ein Verfahren entwickelt, um aus verschmutztem Kaltreiniger durch Destillation einen Dieselkraftstoff herzustellen.